# Первомайский район (Пенза)
Первомайский район — один из четырёх районов города Пензы, расположен в южной части города. 
Образован 29 ноября 1979 г. Указом Президиума Верховного Совета РСФСР за счёт присоединения к городу ряда сёл Пензенского района (Терновка, Кривозерье, Весёловка), а также включения небольшой территории Ленинского района города Пензы.
Площадь района составляет свыше 50 квадратных километров.

## Микрорайоны и улицы
С 27 марта 2015 года к территории Первомайского района отнесены 201 улица, 144 проезда, 26 переулков, 4 тупика, 1 площадь, 6 садоводческих товариществ, 5 кордонов, 1 Военный городок, территории посёлка Дубрава, станции Кривозёровка, Весёловского лесопитомника, совхоза "Декоративные культуры" и др.  

## Население
| 1989     | 2002     | 2009     | 2010     | 2012     | 2013     | 2014     |
| -------- | -------- | -------- | -------- | -------- | -------- | -------- |
| 127 494  | ↗129 212 | ↘127 750 | ↗133 004 | ↗134 010 | ↗134 453 | ↘134 158 |
| 2015     | 2016     | 2017     | 2018     | 2020     | 2021     |          |
| ↗134 277 | ↗134 945 | ↘134 853 | ↘134 004 | ↘133 077 | ↘131 052 |          |

## Промышленность
На территории района зарегистрировано свыше 3000 хозяйствующих субъектов, 30 крупных и средних промышленных предприятий, представляющих машиностроение, строительную отрасль, лёгкую и пищевую промышленность.
Из перерабатывающих предприятий широкую известность имеет ЗАО «Пензенская кондитерская фабрика». Кроме того, на территории Первомайского района находятся аэропорт, ГТРК «Пенза», ЗАО «ТРК „Наш Дом“», ООО «Горводоканал», МУП «Зелёное хозяйство», торговые центры, предприятия государственной собственности и учреждения.

## Здравоохранение
Представлено крупными центрами медицинской помощи: ГБУЗ «Пензенская областная клиническая больница им. Н. Н. Бурденко», ГБУЗ "Пензенская областная психиатрическая больница им. К. Р. Евграфова", МУЗ «Больница им. Н. А. Семашко»,  «Пензенская городская клиническая больница № 5», ГБУЗ «Пензенский областной центр специализированных видов помощи».

## Образование
На территории района расположены Пензенский государственный университет, Пензенский артиллерийский инженерный институт им. Главного маршала артиллерии Н. Н. Воронова, Пензенский филиал Финансового университета при Правительстве Российской Федерации, Пензенское художественное училище им. К. А. Савицкого, Пензенский многопрофильный колледж, Губернский лицей-интернат для одаренных детей, 1 гимназия, 12 общеобразовательных школ, 1 кадетская школа, 1 лицей, 10 детских садов.

## Спорт
В районе действуют 98 спортивных сооружений, Дворец водного спорта, спортивно-зрелищный комплекс «Дизель-Арена», стадион "Первомайский", 4 физкультурно-оздоровительных комплекса.

## Культура
На территории района работают Пензенский областной театр кукол «Кукольный дом», Пензенский зоопарк, Пензенский музей народного творчества, 2 детские музыкальные школы, 8 библиотек, 2 школы искусств. Расположены памятники: «Тамбовская застава», памятник «Проводы», «Катюша», памятник Н. Н. Бурденко, памятники В. И. Ленину в военном городке и на заводе Пензадизельмаш.